# LOVE SYNC DREAM
『LOVE SYNC DREAM』（らぶ しんく どりーむ）は、原作：J.D.モルヴァン、作画：藤原カムイによる日本の漫画作品。『月刊COMICリュウ』（徳間書店）2008年1月号より2011年8月号まで連載。不思議の国のアリスをモチーフとしている。

## 概要
J.D.モルヴァンが日本で漫画の仕事がしたいと考え、藤原カムイにメールを送ったことが、コラボレーションのきっかけ。本作はエリカを主人公とした形であるが、チェシャを主人公とした作品をフランスでバンド・デシネとして発表することも計画されている。しかしこちらは2012年3月現在、未定である。

## 登場人物
エリカ
主人公。日本人。『不思議の国のアリス』でのアリスのポジション。
シュバクマール
インド人。科学者兼考古学者。エリカと共に行動する。
チェシャ
反女王派の指導者であり、「チェシャ様」と慕われている。『不思議の国のアリス』でのチェシャ猫のポジション。
シロウサギ
反女王派。エリカ、シュバマールと共に行動する。『不思議の国のアリス』での白ウサギのポジション。
シャンピニョン
胞子の長老。博学。『不思議の国のアリス』での芋虫のポジションと思われる。
クイーン
独裁者であり、虐殺を繰り返している。『不思議の国のアリス』でのハートの女王のポジション。

## 単行本
- 藤原カムイ（漫画）・ジャンダヴィッド・モルヴァン（プロット&シナリオ）『LOVE SYNC DREAM』 徳間書店〈リュウコミックス〉、全2巻
  1. 2010年6月1日初刷発行（2010年5月19日発売）、ISBN 978-4-19-950165-4
  2. 2011年10月1日初刷発行（2011年9月13日発売）、ISBN 978-4-19-950165-4